# Cal Boronat (el Catllar)
Cal Boronat és un casal d'estil modernista al municipi del Catllar catalogat a l'Inventari del Patrimoni Arquitectònic de Catalunya. La casa del propietari Josep Fortuny, construïda en una placeta, destaca per la profusió d'elements decoratius en pedra artificial de la seva façana i per la irregularitat de les seves plantes.
La casa Modernista del Catllar data de 1907. És estructurada en planta baixa, pis noble i golfes. Sembla que hi hagué una primitiva casa d'estil renaixentista popular com les que troben al seu costat, entre el c/ del Carme i el c/ Cavallers, perquè a l'arcada de la porta principal, a la volta, consta la data de 1774.
La casa està construïda aprofitant el pendent del carrer, de manera que la planta baixa té finestra, porta principal i porta garatge, anant de menys a més alçada. L'arc de la porta principal està rematat per una decoració floral que surt de la dovella central de l'arc i que s'enlaira cap al pis noble i sembla com si fos l'element de sustentació d'aquest balcó. El pis noble té tres balcons en perfecta simetria, amb guardapols en forma d'arcs ondulats amb decoració floral.
Damunt del balcó central del pis noble apareix l'escut de Catalunya. Les golfes tenen finestres quadrades emmarcades per arcs modernistes i enmig de les finestres hi ha dues peces quadrades amb motius florals.
La balustrada del terrat presenta decoració de fulles, que semblen falgueres, amb relleu molt alt i rematant tot el conjunt hi ha la data de la casa i els noms dels propietaris. A banda i banda de la façana hi ha dos gerros